# Le Traquenard (film, 1962)
Pour les articles homonymes, voir Le Traquenard.
Pour plus de détails, voir Fiche technique et Distribution.
Le Traquenard (おとし穴, Otoshiana) est un film japonais réalisé par Hiroshi Teshigahara, sorti en 1962.

## Synopsis
Dans une ville minière du Japon, un syndicaliste est accusé de meurtre par une femme. Celle-ci est à son tour victime de l'assassin.

## Fiche technique
- Titre original : おとし穴 (Otoshiana?)
- Titre français : Le Traquenard
- Réalisation : Hiroshi Teshigahara
- Scénario : Kōbō Abe
- Direction artistique : Masao Yamazaki
- Décors : Kiyoshi Awazu
- Photographie : Hiroshi Segawa
- Montage : Fusako Shuzui
- Musique : Toshi Ichiyanagi et Yūji Takahashi
- Pays d'origine :  Japon
- Format : noir et blanc - 35 mm - 1,37:1 - son mono
- Genre : drame, fantastique
- Durée : 97 minutes (métrage : 9 bobines - 3 178 m[1])
- Date de sortie :
  - Japon : 1er juillet 1962[1]

## Distribution
- Hisashi Igawa : le mineur / Otsuka
- Sumie Sasaki : le commerçant
- Sen Yano : Toyama
- Hideo Kanze : le policier
- Kunie Tanaka : l'homme en habit blanc
- Kei Satō : le reporter
- Kazuo Miyahara : le fils du mineur